# Katedra w Amalfi
Katedra w Amalfi – obraz olejny na płótnie, autorstwa polskiego malarza realisty Aleksandra Gierymskiego, z lat 1897–1899. Znajduje się w Muzeum Narodowym w Kielcach.
Chociaż realistyczne ujęcie architektury sugeruje wykonanie obrazu bezpośrednio w plenerze, obraz powstał w Paryżu w 1899 r. jako wynik pobytu Aleksandra Gierymskiego na południu Włoch zimą dwa lata wcześniej, kiedy jedynie zaczął pracę nad obrazem. Pobyt na Wybrzeżu Amalfitańskim był także inspiracją dla dwóch innych prac, tj. widoku miasta Amalfi nad wybrzeżem (zaginiony, znany z fotografii) oraz szkicu ambony w kościele w Ravello.

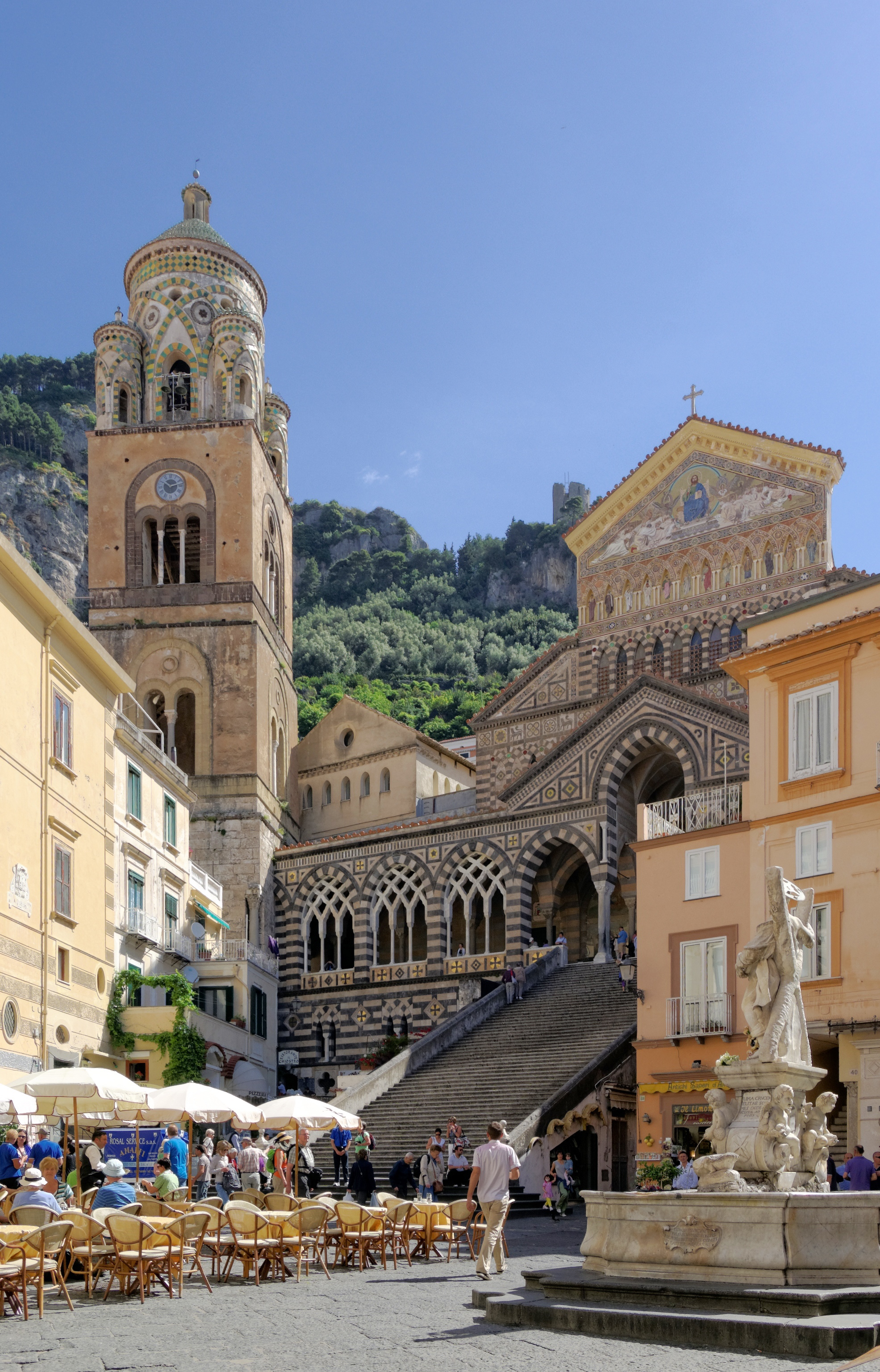
Zdjęcie przedstawiające kościół i plac przed nim

Na obrazie uwieczniono katedrę św. Andrzeja wraz z pobliskimi zabudowaniami miasteczka oraz położone za nimi zbocze wzgórza i intensywnie błękitne niebo, przy czym plac przed kościołem zapełniony jest ludźmi (śpieszącymi do kościoła, handlującymi i czerpiącymi wodę ze studni). Pomimo umieszczenia w głębokim cieniu, widoczne są detale, m.in. intensywne czerwienie chustek na głowach kobiet, zieleń sprzedawanych owoców i warzyw oraz biel detali architektonicznych. Uwzględnienie na obrazie położonego niżej i zaciemnionego placu pozwoliło skontrastować względem siebie dwie części płótna – plac i rozświetloną fasadę katedry, dodatkowo wzmacniając efekty grania światła z bryłą kościoła. Scena rozgrywa się w złotej godzinie na początku zachodu słońca, co pozwoliło ukazać, jak światło kształtuje elementy architektury i fragmenty pejzażu. Silne promienie słoneczne wydobywają z fasady katedry rozliczne, kolorowe detale, uwypuklając charakterystyczne cechy stylu arabsko-normandzkiego, który był pomyślany jako ozdobny i mieniący się. Z lewej strony na dole obrazu znajduje się sygnatura: „A. GIERYMSKI 99”.
Katedra w Amalfi łączy w sobie trzy ważne wątki z ostatnich lat twórczości Aleksandra Gierymskiego, tj. zainteresowanie światłem w kształtowaniu obrazu, motyw malarski kościoła oraz ludzi, a także wykorzystanie Italii jako bogatego źródła plenerów. Niejednorodna jest również technika malarska, gdyż fasada katedry i dzwonnica zostały w oświetlonych fragmentach malowane impastowo wielokrotnie nakładaną farbą, zaś w ciemnych partiach w formie wielokrotnie nakładanych laserunków. Zacieniony pierwszy plan oraz powierzchnia nieba również zostały opracowane fakturalnie, ale warstwa farb jest tam cieńsza. Niektóre postacie i latarnie zostały naniesione już po wyschnięciu farby.